# Чесма (линейный корабль, 1828)
«Чесма» — парусный линейный корабль Черноморского флота Российской империи, находившийся в составе флота с 1828 по 1841 год, один из кораблей типа «Императрица Мария», участник русско-турецкой войны 1828—1829 годов, Босфорской экспедиции и создания Кавказской укреплённой береговой линии. Во время несения службы использовался для высадки десантов, перевозки войск, участия в практических и крейсерских плаваниях в Чёрном море, а по окончании службы был переоборудован в блокшив.

## Описание корабля
Один из трёх парусных линейных кораблей типа «Императрица Мария», строившихся по чертежам адмирала А. С. Грейга в Николаеве с 1826 по 1829 год. Длина корабля составляла 59,7—59,8 метра, ширина — 15,7 метра, а осадка — 6,1—6,85 метра. Корабли этого типа относились к кораблям 84-пушечного ранга, однако имели большее количество орудий, так на «Чесме» их число достигало 91.
Корабль назван в честь победы над турецким флотом 26 июня (7 июля) 1770 года в Чесменском сражении и был четвёртым из пяти парусных линейных кораблей российского флота, названных этим именем. Также одноимённые корабли строились в 1770, 1783 и 1811 годах для Балтийского флота и в 1849 году для Черноморского. Помимо этого в составе Балтийского флота несла службу одноимённая галера 1762 года постройки.

## История службы
Линейный корабль «Чесма» был заложен 22 декабря 1826 (3 января 1827) года на стапеле Спасского адмиралтейства в Николаеве и после спуска на воду 24 июня (6 июля) 1828 года вошёл в состав Черноморского флота России. Строительство вёл кораблестроитель А. К. Каверзнев. В октябре того же года корабль перешёл из Николаева в Севастополь.
Принимал участие русско-турецкой войне 1828—1829 годов. 2 (14) апреля 1829 года пришел из Севастополя в Сизополь, где присоединился к находившемуся там флоту. С мая по август того же года находился в составе эскадры, крейсировавшей у пролива Босфор. 13 (25) сентября доставил из Сизополя в Севастополь больных и взятые в крепости орудия. После войны в кампанию 1830 года в составе эскадры контр-адмирала М. Н. Кумани принимал участие в перевозке войск из портов Румелии в Россию. В кампании 1831 и 1832 годов корабль находился при севастопольском порте, а в 1832 году его командир был награждён орденом Святого Станислава III степени.

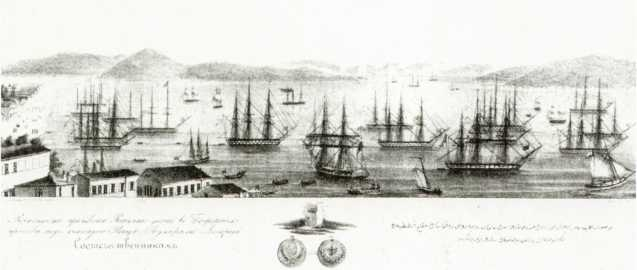
Эскадра Черноморского флота в Босфоре. Гравюра 1830-х годов

В кампанию 1833 года в составе эскадры под общим командованием контр-адмирала М. П. Лазарева принимал участие в экспедиции Черноморского флота на Босфор. 2 (14) февраля корабли эскадры покинули Севастополь и к 8 (20) февраля прибыли в Буюк-дере. 28 июня (10 июля) корабль ушёл из Босфора в Одессу с чрезвычайным послом и командующим силами экспедиции генерал-лейтенантом графом А. Ф. Орловым на борту. Из Одессы корабль перешёл на Феодосийский рейд где присоединился к остальным кораблям эскадры, и уже вместе с ними 22 июля (3 августа) вернулся в Севастополь. Во время экспедиции командир корабля капитан 1-го ранга Ф. А. Юрьев был награждён турецкой золотой медалью и орденом Святого Владимира III степени.
Зимой с 1833 на 1834 год корабль находился на тимберовке. В кампании 1834, 1835 и 1837 годов в составе эскадр кораблей Черноморского флота принимал участие в практических и крейсерских плаваниях в Чёрном море.
Принимал участие в создании Кавказской укреплённой береговой линии. В кампанию 1838 года 13 (25) апреля в составе эскадры контр-адмирала Ф. Г. Артюкова принимал участие в высадке десантов, основавших форт Александрия в устье реки Сочи, 12 (24) мая в составе эскадры вице-адмирала М. П. Лазарева — в высадке десантов, основавших Вельяминовское укрепление в устье реки Туапсе, 10 (22) июля в составе эскадры контр-адмирала С. П. Хрущова — в высадке десантов, основавших Тенгинское укрепление в устье реки Шапсухо. В кампанию следующего 1839 года также совершал плавания у абхазских берегов. 10 (22) мая и 22 мая (3 июня) 1840 года в составе эскадры вице-адмирала М. П. Лазарева высаживал десанты для взятия Вельяминовского и Лазаревского фортов, ранее захваченных горцами, после чего участвовал в перевозке войск из Анапы в Вельяминовский форт и Новороссийск.
По окончании службы в 1841 году линейный корабль «Чесма» был переоборудован в блокшив.

## Командиры корабля
Командирами линейного корабля «Чесма» в разное время служили:
- капитан 1-го ранга Н. Ю. Патаниоти (с октября 1828 года по 6 (18) июня 1829 года)[10];
- капитан 2-го ранга, а с 25 июня (7 июля) 1831 года капитан 1-го ранга Ф. А. Юрьев (с 6 (18) июня 1829 года по 1836 год)[11];
- капитан 1-го ранга П. А. Синицын (1838—1840 годы)[8].